# 427 (tal)
427 är det naturliga heltal som följer 426 och följs av 428.

## Matematiska egenskaper
- 427 är ett udda tal.
- 427 är ett polygontal[1].
- 427 är ett ikosidigontal

## Inom vetenskapen
- 427 Galene, en asteroid.